# Синди Крофорд (порнографска глумица)
Синди Крофорд (енгл. Cindy Crawford; рођена 6. децембар 1980) је америчка порно глумица, позната по томе што има исто име као супер модел Синди Крофорд. Манекенка је оспоравала употребу имена, али је порнографска глумица доказала да је то њено право име и презиме. Наступила је у око 400 порно филмова.

## Награде
- 2007 Adultcon – Best actress for an oral performance on a man – Stormy Driven[3]
- 2008 AVN награда – Most Outrageous Sex Scene – Ass Blasting Felching Anal Whores[4]
- 2008 AVN номинација – Best Group Sex Scene, Video – I Dream of Jenna 2 (Club Jenna/Vivid) са Џеном Џејмсон[5]